# Alessia Cara
Alessia Caracciolo ([aˈlɛssja kaˈrattʃolo]; Brampton, Canadà, 11 de juliol de 1996), coneguda professionalment com a Alessia Cara, és una cantant i compositora de cançons canadenca. Té un contracte discogràfic amb EP Entertainment i Def Jam Recordings i se la coneix sobretot per "Here", el primer senzill del seu àlbum d'estudi de debut Know-It-All, publicat el 13 de novembre del 2015. Aquesta cançó va ser un èxit dorment, i va arribar a estar entre les cinc més venudes als Estats Units i entre les 20 més venudes al Canadà. Abans de treballar per Def Jam, havia produït versions acústiques a YouTube.

## Primers anys i formació
Caracciolo és de Brampton (Ontario), on va estudiar a l'escola secundària catòlica Cardinal Ambrozic. És d'origen italià, de Calàbria; el seu pare, que ja va néixer al Canadà, és fill d'italians, i la seva mare és una immigrant italiana. De petita, escrivia poesia i feia teatre. Va començar a tocar la guitarra als 10 anys, i va aprendre pel seu compte a tocar-hi diverses cançons. Als 13 anys va iniciar el seu canal de YouTube, on hi anava pujant les versions de cançons que anava interpretant.

## Carrera
La seva manera de cantar i de compondre s'ha comparat a la de cantants com ara Lorde, Amy Winehouse, Rihanna i Norah Jones. Va aparèixer a diversos programes de ràdio, entre altres a 15 Seconds of Fame de Mix 104.1 (Boston). El 2015 va signar un contracte amb EP Entertainment i Def Jam Recordings.
L'abril del 2015, Cara va publicar "Here", el seu senzill de debut oficial, a través de Def Jam. MTV el va descriure com una "cançó per tots els qui en secret odien les festes". Produïda per Pop & Oak i Sebastian Kole, la cançó tracta sobre la seva experiència personal en anar a una festa i adonar-se que odia les festes. El 5 de maig del 2015, Spin va escollir aquesta cançó com la "imprescindible" de l'àlbum, i Cosmopolitan la va considerar una "cançó a escoltar". La revista Complex la va nomenar una de les millors cançons de l'abril al Canadà i el juny del 2015 es va incloure a la llista de les "20 cançons pop que necessites a la teva llista de reproducció de l'estiu" de Billboard. Més endavant, Rolling Stone va col·locar "Here" al número 21 de la seva llista de cap d'any de les 50 millors cançons del 2016.
El 29 de juliol del 2015, Cara va debutar a la televisió amb el senzill "Here", al programa The Tonight Show Starring Jimmy Fallon. A continuació, "Here" va rebre una nominació al premi a la millor cançó original al Streamy Award. Va publicar l'EP Four Pink Walls, que contenia cinc cançons, entre altres el senzill de debut: "Here". El seu àlbum de debut, Know-It-All, es va publicar el 13 de novembre del 2015. BBC Music va preseleccionar Cara pel premi Sound of... del 2016, on va quedar segona.
Als premis Juno del 2016 va rebre el premi a l'artista revelació de l'any. El 7 de març del 2016, es va publicar el videoclip oficial de "Wild Things". L'abril del 2016, es va anunciar que Cara seria telonera del grup britànic de rock alternatiu Coldplay durant la gira "A Head Full of Dreams" per Europa i Nord-amèrica. El 23 de juny del 2016, Cara va aparèixer en una versió rellançada de la cançó "Wild" de Troye Sivan. El 24 de juny del 2016 va participar en el Festival de Glastonbury, a la tenda de John Peel. El 3 de novembre del 2016, es va publicar el videoclip del senzill interpretat per Cara "How Far I'll Go", de la pel·lícula de Disney Moana. La cançó la va escriure Lin-Manuel Miranda, i el videoclip el va dirigir Aya Tanimura.
El desembre del 2016, Cara va publicar un videoclip de "Seventeen".
Va actuar a Saturday Night Live com a convidada musical del 4 de febrer del 2017.

## Influències
Les influències de Cara són, entre altres: Lauryn Hill, Amy Winehouse, Pink, Fergie de The Black Eyed Peas, Drake i Ed Sheeran.

## Discografia

### Àlbums
| Títol                                                                                     | Detalls                                                                                | Posició màxima a les llistes | Posició màxima a les llistes | Posició màxima a les llistes | Posició màxima a les llistes | Posició màxima a les llistes | Posició màxima a les llistes | Posició màxima a les llistes | Posició màxima a les llistes | Posició màxima a les llistes | Certificacions |
| Títol                                                                                     | Detalls                                                                                | CAN                          | AUS                          | DEN                          | IRE                          | NL                           | NZ                           | SWE                          | UK                           | US                           | Certificacions |
| ----------------------------------------------------------------------------------------- | -------------------------------------------------------------------------------------- | ---------------------------- | ---------------------------- | ---------------------------- | ---------------------------- | ---------------------------- | ---------------------------- | ---------------------------- | ---------------------------- | ---------------------------- | -------------- |
| Know-It-All                                                                               | - Publicació: 13 de novembre, 2015 - Segell: Def Jam - Formats: CD, descàrrega digital | 8                            | 16                           | 19                           | 52                           | 34                           | 26                           | 21                           | 14                           | 9                            | - RIAA: Gold   |
| "—" indica que no va aparèixer a les llistes o que no es va publicar en aquell territori. |                                                                                        |                              |                              |                              |                              |                              |                              |                              |                              |                              |                |

### EPs
| Títols                                                                                    | Detalls                                                                        | Posició màxima a les llistes | Posició màxima a les llistes | Posició màxima a les llistes | Vendes       |
| Títols                                                                                    | Detalls                                                                        | CAN                          | NZ                           | US                           | Vendes       |
| ----------------------------------------------------------------------------------------- | ------------------------------------------------------------------------------ | ---------------------------- | ---------------------------- | ---------------------------- | ------------ |
| Four Pink Walls                                                                           | - Publicació: 28 d'agost, 2015 - Segell: Def Jam - Formats: descàrrega digital | 11                           | 21                           | 31                           | - US: 12,000 |
| "—" indica que no va aparèixer a les llistes o que no es va publicar en aquell territori. |                                                                                |                              |                              |                              |              |

### Senzills

#### Com a cantant principal
| Títol                                                                                     | Any  | Posició màxima a les llistes | Posició màxima a les llistes | Posició màxima a les llistes | Posició màxima a les llistes | Posició màxima a les llistes | Posició màxima a les llistes | Posició màxima a les llistes | Posició màxima a les llistes | Posició màxima a les llistes | Posició màxima a les llistes | Certificacions | Àlbum       |
| Títol                                                                                     | Any  | CAN                          | AUS                          | GER                          | IRE                          | NL                           | NZ                           | SWE                          | UK                           | US                           | US Pop                       | Certificacions | Àlbum       |
| ----------------------------------------------------------------------------------------- | ---- | ---------------------------- | ---------------------------- | ---------------------------- | ---------------------------- | ---------------------------- | ---------------------------- | ---------------------------- | ---------------------------- | ---------------------------- | ---------------------------- | --- | ----------- |
| "Here"                                                                                    | 2015 | 19                           | 12                           | 59                           | 71                           | 25                           | 15                           | 62                           | 28                           | 5                            | 1                            | - MC: 3× Platinum - ARIA: Platinum - BPI: Silver - IFPI DEN: Gold - IFPI SWE: Platinum - RIAA: 3× Platinum - RMNZ: Platinum | Know-It-All |
| "Wild Things"                                                                             | 2016 | 14                           | 25                           | 76                           | 66                           | 58                           | 12                           | 61                           | 63                           | 50                           | 14                           | - MC: 3× Platinum - ARIA: Gold - IFPI SWE: Platinum - RIAA: Platinum - RMNZ: Platinum                                       | Know-It-All |
| "Scars to Your Beautiful"                                                                 | 2016 | 14                           | 8                            | 19                           | 35                           | 30                           | 15                           | 10                           | 55                           | 10                           | 1                            | - MC: Platinum - ARIA: Platinum - IFPI SWE: 2× Platinum - RIAA: Platinum - RMNZ: Gold                                       | Know-It-All |
| "How Far I'll Go"                                                                         | 2016 | 46                           | 15                           | 53                           | 26                           | 26                           | 3                            | 11                           | 49                           | 56                           | —                            | - RMNZ: Gold | Moana       |
| "—" indica que no va aparèixer a les llistes o que no es va publicar en aquell territori. |      |                              |                              |                              |                              |                              |                              |                              |                              |                              |                              | |             |

#### Col·laboracions
| Títol                                       | Any  | Posició màxima a les llistes | Posició màxima a les llistes | Àlbum       |
| Títol                                       | Any  | AUS                          | US Bub.                      | Àlbum       |
| ------------------------------------------- | ---- | ---------------------------- | ---------------------------- | ----------- |
| "Wild" (Troye Sivan featuring Alessia Cara) | 2016 | 26                           | 4                            | cap         |
| "Stay" (Zedd featuring Alessia Cara)        | 2017 | —                            | —                            | no anunciat |

### Altres cançons aparegudes a les llistes
| Títol                                              | Any  | Posició màxima a les llistes | Posició màxima a les llistes | Àlbum               |
| Títol                                              | Any  | CAN HAC                      | ITA                          | Àlbum               |
| -------------------------------------------------- | ---- | ---------------------------- | ---------------------------- | ------------------- |
| "I'm Yours"                                        | 2017 | 47                           | —                            | Know-It-All         |
| "Cuore Nerd" (J-Ax & Fedez featuring Alessia Cara) | 2017 | —                            | 44                           | Comunisti col Rolex |

### Artista convidada
| Títol               | Any  | Altres artistes                           | Àlbum               |
| ------------------- | ---- | ----------------------------------------- | ------------------- |
| "I Can Only"        | 2016 | JoJo                                      | Mad Love            |
| "What You Here For" | 2016 | Jin At Infinit                            | Reflection          |
| "Remember Home"     | 2016 | Sebastian Kole                            | Soup                |
| "How Far I'll Go"   | N/D  | Moana: Original Motion Picture Soundtrack |                     |
| "Cuore Nerd"        | 2017 | J-Ax & Fedez                              | Comunisti col Rolex |

## Premis i nominacions
| Any  | Premis                       | Categoria                                              | Destinatari               | Resultat  | Ref.   |
| ---- | ---------------------------- | ------------------------------------------------------ | ------------------------- | --------- | ------ |
| 2015 | Streamy Awards               | Cançó original                                         | "Here"                    | Guanyador | [ 76 ] |
| 2016 | BBC Sound of                 | Sound of 2016                                          | N/D                       | Second    | [ 77 ] |
| 2016 | Kids' Choice Awards          | Nou artista                                            | Alessia Cara              | Nominat   |        |
| 2016 | Juno Awards                  | Artista revelació de l'any                             | Alessia Cara              | Guanyador | [ 78 ] |
| 2016 | Juno Awards                  | Escollit pels fans                                     | Alessia Cara              | Nominat   | [ 78 ] |
| 2016 | Juno Awards                  | Senzill de l'any                                       | "Here"                    | Nominat   | [ 78 ] |
| 2016 | Juno Awards                  | Cançó R&B/soul de l'any                                | Four Pink Walls           | Nominat   | [ 78 ] |
| 2016 | iHeartRadio Music Awards     | Millor versió                                          | "Bad Blood" – Versió      | Nominat   |        |
| 2016 | Radio Disney Music Awards    | Artista revelació de l'any                             | Alessia Cara              | Nominat   | [ 79 ] |
| 2016 | ASCAP Pop Music Awards       | Cançons més interpretades                              | "Here"                    | Guanyador | [ 80 ] |
| 2016 | Much Music Video Awards      | Millor videoclip de l'any                              | "Here"                    | Nominat   | [ 81 ] |
| 2016 | Much Music Video Awards      | Millor videoclip pop                                   | "Here"                    | Nominat   | [ 81 ] |
| 2016 | Much Music Video Awards      | Millor videoclip internacional d'un canadenc           | "Here"                    | Nominat   | [ 81 ] |
| 2016 | Much Music Video Awards      | Millor nou artista canadenc                            | "Here"                    | Guanyador | [ 81 ] |
| 2016 | Much Music Video Awards      | Senzill canadenc de l'any d'iHeartRadio                | "Here"                    | Nominat   | [ 81 ] |
| 2016 | Much Music Video Awards      | Videoclip favorit dels fans                            | "Here"                    | Nominat   | [ 81 ] |
| 2016 | Much Music Video Awards      | Artista o grup favorit dels fans                       | Alessia Cara              | Nominat   | [ 81 ] |
| 2016 | BET Awards                   | Millor nou artista                                     | Alessia Cara              | Nominat   | [ 82 ] |
| 2016 | SOCAN Awards                 | Artista revelació                                      | Alessia Cara              | Guanyador | [ 83 ] |
| 2016 | MTV Video Music Awards       | Millor videoclip pop                                   | "Wild Things"             | Nominat   | [ 84 ] |
| 2016 | MTV Europe Music Awards      | Millor artista canadenc                                | Alessia Cara              | Nominat   |        |
| 2016 | MTV Europe Music Awards      | Millor artista Push                                    | Alessia Cara              | Nominat   |        |
| 2016 | American Music Awards        | Nou artista de l'any                                   | Alessia Cara              | Nominat   |        |
| 2016 | MTV Video Music Awards Japan | Millor videoclip R&B                                   | Here                      | Nominat   |        |
| 2016 | BBC Music Awards             | Cançó de l'any                                         | Here                      | Nominat   |        |
| 2017 | People's Choice Awards       | Artista revelació favorit                              | Alessia Cara              | Nominat   | [ 85 ] |
| 2017 | iHeartRadio Music Awards     | Millor nou artista pop                                 | Alessia Cara              | Pendent   |        |
| 2017 | iHeartRadio Music Awards     | Millor lletra                                          | "Scars to Your Beautiful" | Pendent   |        |
| 2017 | Canadian Screen Awards       | Actuació en programa o sèrie humorístic o de varietats | Juno Awards               | Pendent   |        |
| 2017 | Juno Awards                  | Favorit dels fans                                      | Alessia Cara              | Pendent   |        |
| 2017 | Juno Awards                  | Senzill de l'any                                       | "Wild Things"             | Pendent   |        |
| 2017 | Juno Awards                  | Artista de l'any                                       | Alessia Cara              | Pendent   |        |
| 2017 | Juno Awards                  | Àlbum pop de l'any                                     | "Know-It-All"             | Pendent   | [ 86 ] |

## Guardons
Premis
- 2018: Grammy al millor nou artista